# Piabina argentea
Piabina argentea es una especie de peces de la familia Characidae en el orden de los Characiformes.

## Morfología
Los machos pueden llegar alcanzar los 6,8 cm de longitud total.

## Hábitat
Vive en zonas de clima tropical.

## Distribución geográfica
Se encuentran en Sudamérica:  cuencas del río  Paraná en el noreste del Paraguay y sur del Brasil, y los ríos  São Francisco, Itapicuru,  Paraíba y Itapemirim en el este de Brasil.